# Ranxeria Lytton

Segell de la ranxeria Lytton

La banda Lytton d'indis pomo és una tribu reconeguda federalment d'amerindis pomo. Foren reconeguts a la darreria dels anys 1980 com a descendents directes de les dues famílies que vivien a la ranxeria Lytton a Healdsburg de 1937 a 1960. La tribu té ara entre 200 i 300 membres inscrits.

## Història
La tribu va ser fundada el 1937 per Bert Steele, que era un quart achomawi i part nomlaki, i la seva esposa, una pomo de Bodega Bay, quan van sol·licitar amb èxit a la Bureau of Indian Affairs el dret a construir en una parcel·la de 200.000 m² al nord de Healdsburg, al nord de la carretera de Lytton després que la llar dels Steele fos destruïda per una inundació. Junta amb el seu cunyat, John Myers, i la seva esposa wife, Mary Myers Steele (ambdós pomo de Sonoma), es van traslladar a la terra que el govern tenia reservat per a amerindis. Aquesta terra va rebre el nom de Ranxeria Lytton i el mateix nom la tribu.
En 1958, d'acord amb una política d'assimilar els nadius americans a la resta de la societat americana, el Congrés acabà el fideïcomís federal en les reserves de terres de més de quaranta bandes de Califòrnia, incloent la ranxeria Lytton. La banda Lytton es va dissoldre i la seva terra va ser traspassada als seus membres. Com a part de l'acord, el govern es va comprometre a realitzar una sèrie de millores a la terra, com ara la construcció de carreteres i la instal·lació del servei de clavegueram, però no ho va fer. D'aquí a un any, els terratinents Lyttons havien venut tota la terra, per raons que no estan clares; alguns actuals membres de la tribu diuen que els seus avantpassats no entenien impost a la propietat és pel que es van veure obligats a vendre, mentre que altres fonts qüestionen aquesta afirmació.
El 1991 els Lyttons sol·licitaren amb èxit al govern la restauració el seu estatut tribal. Encara que la banda Lytton no divulga la llista completa dels membres, la majoria de les fonts de creuen que la banda ara té més de 200 membres .